# Ignatius Suharyo Hardjoatmodjo
Ignatius Suharyo Hardjoatmodjo (ur. 9 lipca 1950 w Sedayu) – indonezyjski duchowny katolicki, były arcybiskup Semarang, arcybiskup Dżakarty i ordynariusz wojskowy Indonezji, kardynał od 2019.

## Życiorys
Święcenia kapłańskie przyjął 26 stycznia 1976. W kwietniu 1997 został mianowany arcybiskupem Semarang, sakrę biskupią otrzymał 22 sierpnia 1997 z rąk swojego poprzednika, kardynała Juliusa Darmaatmadji, który przeszedł na stolicę arcybiskupią Dżakarta. Jednym ze współkonsekratorów był nuncjusz apostolski w Indonezji, Pietro Sambi.
W styczniu 2006 został dodatkowo ordynariuszem wojskowym Indonezji.
28 czerwca 2010 Benedykt XVI mianował go arcybiskupem Dżakarty.
Od 2012 jest przewodniczącym Konferencji Episkopatu Indonezji.
1 września 2019 podczas modlitwy Anioł Pański papież Franciszek ogłosił, że mianował go kardynałem. Na konsystorzu 5 października 2019 został kreowany kardynałem prezbiterem, z tytułem Spirito Santo alla Ferratella. Brał udział w konklawe 2025, które wybrało papieża Leona XIV.